# Main-Taunus-Kreis
Main-Taunus-Kreis is een Landkreis in de Duitse deelstaat Hessen. Kreisstadt is Hofheim am Taunus. De Landkreis telt 239.264 inwoners (31 december 2020) op een oppervlakte van 222,52 km². Op 31 december 2020 had 20,26% van de inwoners een niet-Duits staatsburgerschap (48.485 niet-Duitsers) en hadden 480 inwoners het Nederlandse staatsburgerschap.

## Steden en gemeenten
De volgende steden en gemeenten liggen in de Landkreis (inwoners op 30-06-2006):

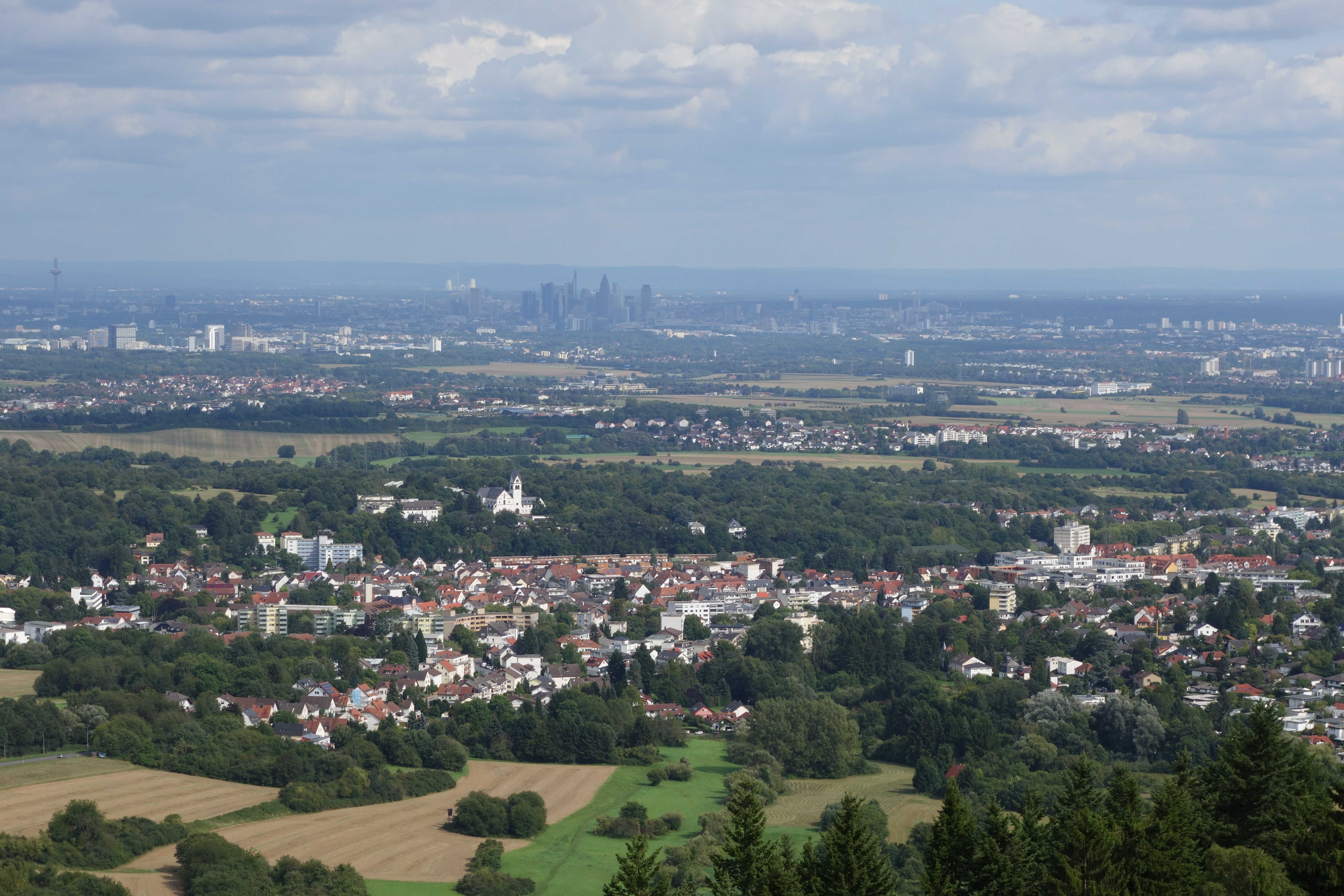
Uitzicht vanaf de berg Staufen over Kelkheim (op de voorgrond) en daarachter Liederbach, Bad Soden, Sulzbach en Eschborn (op de achtergrond: Frankfurt)

| Steden - 1. Bad Soden am Taunus (21.268) - 2. Eppstein (13.411) - 3. Eschborn (20.848) - 4. Flörsheim am Main (19.977) - 5. Hattersheim am Main (25.121) - 6. Hochheim am Main (16.777) - 7. Hofheim am Taunus (38.041) - 8. Kelkheim (Taunus) (27.071) - 9. Schwalbach am Taunus (14.422) | Gemeenten - 1. Kriftel (10.644) - 2. Liederbach am Taunus (8.448) - 3. Sulzbach (Taunus) (8.251) |

Bergstraße · Darmstadt · Darmstadt-Dieburg · Frankfurt am Main · Fulda · Gießen · Groß-Gerau · Hersfeld-Rotenburg · Hochtaunuskreis · Kassel (stad) · Landkreis Kassel · Lahn-Dill-Kreis · Limburg-Weilburg · Main-Kinzig-Kreis · Main-Taunus-Kreis · Marburg-Biedenkopf · Odenwaldkreis · Offenbach am Main · Landkreis Offenbach · Rheingau-Taunus-Kreis · Schwalm-Eder-Kreis · Vogelsbergkreis · Waldeck-Frankenberg · Werra-Meißner-Kreis · Wetteraukreis · Wiesbaden
Bad Soden am Taunus · Eppstein · Eschborn · Flörsheim am Main · Hattersheim am Main · Hochheim am Main · Hofheim am Taunus · Kelkheim · Kriftel · Liederbach am Taunus · Schwalbach am Taunus · Sulzbach